# Diogo Correa de Oliveira
Diogo Correa de Oliveira (* 8. April 1983 in São Bernardo do Campo; † 9. Juni 2021 in Maringá) war ein brasilianischer Fußballspieler.

## Karriere
2004 unterschrieb er einen Vertrag beim Erstligisten CR Flamengo. 2004 erreichte er mit dem Verein das Finale des Copa do Brasil. Sommer 2004 wechselte er zum schwedischen Kalmar FF. Danach spielte er bei EC Juventude, IFK Norrköping, Boavista SC, Brasiliense FC und ABC Natal. 2011 wechselte er zum japanischen Zweitligisten Consadole Sapporo. 2011 wurde er mit dem Verein Tabellendritter der zweiten Liga und stieg in die erste Liga auf. 2012 wechselte er zu Tokushima Vortis. 2013 kehrte er nach Brasilien zurück und unterschrieb einen Vertrag bei Horizonte FC.